# Pilsenit
Pilsenit ist ein selten vorkommendes Mineral aus der Mineralklasse der „Sulfide und Sulfosalze“. Es kristallisiert im trigonalen Kristallsystem mit der chemischen Zusammensetzung Bi4Te3 und gehört damit zu den mit den Sulfiden verwandten Verbindungen der Telluride.
Pilsenit ist undurchsichtig und entwickelt nur selten tafelige Kristalle. Meist findet er sich in Form massiger Mineral-Aggregate oder in wechselnden Lagen zusammen mit Hessit. Seine Farbe variiert zwischen einem metallisch glänzenden Zinnweiß und einem hellen Stahlgrau.

## Etymologie und Geschichte
Erstmals entdeckt wurde Pilsenit bei Nagybörzsöny (Deutsch-Pilsen) im Königreich Ungarn und beschrieben 1853 durch Gustav Adolf Kenngott, der das Mineral nach der deutschen Bezeichnung seiner Typlokalität benannte.

## Klassifikation
In der mittlerweile veralteten 8. Auflage der Mineralsystematik nach Strunz ist der Pilsenit nicht verzeichnet. Einzig im zuletzt 2018 überarbeiteten und aktualisierten Lapis-Mineralienverzeichnis nach Stefan Weiß, das sich aus Rücksicht auf private Sammler und institutionelle Sammlungen noch nach dieser klassischen Systematik von Karl Hugo Strunz richtet, erhielt das Mineral die System- und Mineral-Nr. II/D.11-40. In der „Lapis-Systematik“ entspricht dies der Klasse der „Sulfide und Sulfosalze“ und dort der Abteilung „Sulfide mit dem Stoffmengenverhältnis Metall : Schwefel, Selen, Tellur < 1 : 1“, wo Pilsenit zusammen mit Baksanit, Ikunolith, Ingodit, Joséit-A, Joséit-B, Laitakarit, Nevskit, Protojoséit, Sulphotsumoit, Sztrókayit, Telluronevskit, Tsumoit und Vihorlatit eine eigenständige, aber unbenannte Gruppe bildet.
Die seit 2001 gültige und von der International Mineralogical Association (IMA) bis 2009 aktualisierte 9. Auflage der Strunz’schen Mineralsystematik ordnet den Pilsenit ebenfalls in die Klasse der „Sulfide und Sulfosalze“ und dort in die Abteilung der „Metallsulfide mit M : S = 3 : 4 und 2 : 3“ ein. Diese ist allerdings weiter unterteilt nach dem genauen Stoffmengenverhältnis, so dass das Mineral entsprechend seiner Zusammensetzung in der Unterabteilung „M : S variabel“ zu finden ist, wo es zusammen mit Ikunolith, Joséit-A, Joséit-B, Joséit-C, Laitakarit und Platynit (diskreditiert 1999) die unbenannte Gruppe 2.DC.05d bildet.
Auch die vorwiegend im englischen Sprachraum gebräuchliche Systematik der Minerale nach Dana ordnet den Pilsenit in die Klasse der „Sulfide und Sulfosalze“ und dort in die Abteilung der „Sulfidminerale“ ein. Hier ist er als zusammen mit Babkinit, Joséit, Joséit-B, Ikunolith, Laitakarit, Poubait und Rucklidgeit in der „Joséitgruppe (Trigonal: R3m)“ mit der System-Nr. 02.06.02 innerhalb der Unterabteilung „Sulfide – einschließlich Seleniden und Telluriden – mit der Zusammensetzung AmBnXp, mit (m+n) : p = 4 : 3“ zu finden.

## Kristallstruktur
Pilsenit kristallisiert trigonal in der Raumgruppe R3m (Raumgruppen-Nr. 166) mit den Gitterparametern a = 4,45 Å und c = 41,94 Å sowie 3 Formeleinheiten pro Elementarzelle.

## Modifikationen und Varietäten
Wehrlit gilt einerseits als Synonym für den Pilsenit, bezeichnet andererseits aber auch ein Gemenge aus Pilsenit und Hessit.

## Bildung und Fundorte
Pilsenit bildet sich durch hydrothermale Vorgänge. Als Begleitminerale treten neben Hessit unter anderem noch Bismuthinit, Joséit, Pentlandit, Tetraedrit und Tsumoit.
Als seltene Mineralbildung konnte Pilsenit bisher (Stand: 2012) nur an wenigen Fundorten nachgewiesen werden, wobei rund 40 Fundorte als bekannt gelten. Seine Typlokalität Nagybörzsöny ist dabei der bisher einzige Fundort in Ungarn.
Mehrere Fundstätten in verschiedenen Provinzen liegen sind unter anderem in China, Kanada, Schweden, der Slowakei, Usbekistan und den Vereinigten Staaten von Amerika (USA).
Des Weiteren fand sich Pilsenit auch bei Vardenis in der armenischen Provinz Gegharkunik, Osikonmäki (Rantasalmi) in Finnland, in der Gold-Lagerstätte Lukhra bei Swanetien in Georgien, in der Gold-Silber-Lagerstätte Koronuda im griechischen Regionalbezirk Kilkis, bei Quarona und Varallo Sesia in Italien, in der „Mukaidani Mine“ bei Chino (Nagano) in Japan, bei Săcărâmb in Rumänien, in der Gold-Lagerstätte Talatui in der russischen Region Transbaikalien, bei Nový Knín und Jeseník in Tschechien, in der ukrainischen Oblast Transkarpatien, bei Zarafshon (Zarafshan) und Zarmitan in Usbekistan und in der Clogau-Goldmine von Bontdduim (Wales) im Vereinigten Königreich.